# Abbattimento del Mil Mi-8 azero del 1991
Il 20 novembre 1991, un elicottero militare azero Mil Mi-8, che trasportava una squadra di missione di mantenimento della pace composta da 13 funzionari del governo azero, 2 funzionari del Ministero degli affari interni russi e 1 kazako, 3 giornalisti azeri e 3 membri dell'equipaggio dell'elicottero fu abbattuto in mezzo a pesanti combattimenti nei pressi del villaggio di Berdashen (noto anche come Karakend) nel Nagorno-Karabakh.  Tutte le 22 persone (19 passeggeri e 3 membri dell'equipaggio) a bordo morirono nell'incidente. L'incidente è noto in Azerbaigian come la "tragedia del Karakend" (Qarakənd faciəsi).

## Contesto
In conformità con la dichiarazione di Zheleznovodsk avviata da Boris El'cin e Nursultan Nazarbaev nella città russa di Železnovodsk per la risoluzione pacifica del conflitto del Nagorno-Karabakh e la loro successiva missione diplomatica nella regione nel settembre 1991, i funzionari di Russia e Kazakistan furono collocati nell'Oblast' Autonoma del Nagorno Karabakh (NKAO) per una missione di osservazione.
Alla vigilia dello schianto, la parte armena interruppe i colloqui di pace con l'Azerbaigian fino a quando l'Azerbaigian non avrebbe riaperto la fornitura di gas naturale all'Armenia, che aveva interrotto il 4 novembre. Il team di osservatori insieme ai rappresentanti del governo azero doveva volare da Agdam a Martuni a causa della crescente tensione nel distretto.

## Abbattimento
L'elicottero MI-8 con la squadra di osservazione partì da Agdam con 22 persone a bordo e fu colpito durante il viaggio con un gruppo di missili ZSU-23-4 Shilka e SA-6, uccidendo tutte le persone a bordo. L'attacco all'elicottero interruppe i colloqui di pace in corso.
Da allora sono circolate varie teorie cospirative sull'incidente, promosse da varie figure politiche in Azerbaigian, che sostengono che l'abbattimento sia stato un assassinio politico. Nonostante l'assenza di prove investigative ufficiali, tali teorie sono considerate credibili da una parte significativa della popolazione azera.
Elenco delle vittime
| Vittime              | Posizione                                                                      | Nazione     |
| -------------------- | ------------------------------------------------------------------------------ | ----------- |
| Tofig Ismayilov      | Segretario di Stato                                                            | Azerbaigian |
| Ismat Gayibov        | Pubblico Ministero Generale                                                    | Azerbaigian |
| Mahammad Asadov      | Ministro degli Interni, Consigliere di Stato                                   | Azerbaigian |
| Zulfi Hajiyev        | Vice Primo Ministro                                                            | Azerbaigian |
| Osman Mirzayev       | Capo dell'amministrazione presidenziale, giornalista                           | Azerbaigian |
| Ali Mustafayev       | Giornalista della TV di Stato dell'Azerbaigian                                 | Azerbaigian |
| Vagif Jafarov        | Membro del Parlamento                                                          | Azerbaigian |
| Vali Mammadov        | Membro del Parlamento                                                          | Azerbaigian |
| Igor Plavski         | Procuratore della Repubblica dell'Oblast' Autonoma del Nagorno-Karabakh (NKAO) | Azerbaigian |
| Saylau Serikov       | Vice Ministro degli Interni                                                    | RSS Kazaka  |
| Fakhraddin Shahbazov | Cameraman, TV di Stato dell'Azerbaigian                                        | Azerbaigian |
| Arif Huseynzadeh     | Tecnico luci, TV di Stato dell'Azerbaigian                                     | Azerbaigian |
| Rafig Mammadov       | Assistente del Segretario di Stato                                             | Azerbaigian |
| Sergey Ivanov        | Capo del dipartimento del Ministero della sicurezza nazionale, NKAO            | Azerbaigian |
| Nikolai Zhinkin      | Comandante per le situazioni di emergenza del NKAO                             | Azerbaigian |
| Mikhail Lukashov     | Divisione veicoli a motore, maggiore generale                                  | Russia      |
| Oleg Kocherev        | Tenente colonnello del MVD                                                     | Russia      |
| Vladimir Kovalyov    | Capo del Ministero degli affari interni di NKAO                                | Azerbaigian |
| Gurban Namazaliyev   | Vice Primo Ministro per il miglioramento e la gestione dell'acqua              | Azerbaigian |
| Vyacheslav Kotov     | Comandante dell'equipaggio dell'elicottero                                     | Azerbaigian |
| Gennadiy Domov       | Membro dell'equipaggio dell'elicottero                                         | Azerbaigian |
| Dmitry Yarovenko     | Membro dell'equipaggio dell'elicottero                                         | Azerbaigian |

## Indagine
I primi rapporti dell'agenzia statale centrale TASS affermarono che l'elicottero volava nella nebbia e si schiantò contro una collina. Il 21 novembre, il presidente della commissione per le indagini sugli incidenti annunciò in TV che l'elicottero era stato colpito da armi di grosso calibro e che le armi e l'attrezzatura video erano state rubate dal luogo dell'incidente.  Alle 18:30 dello stesso giorno, il vice capo del comando delle truppe interne del Ministero degli affari interni dell'URSS, Vyacheslav Ponomarev, partì per Agdam. I funzionari del ministero dell'Interno dichiararono che non avrebbero ritirato i distaccamenti interni delle truppe dal distretto a causa dell'escalation del conflitto. La commissione investigativa dovette anche determinare dove sarebbero state sepolte le vittime. Tuttavia, poiché l'area dell'incidente era stata presto conquistata dai militanti armeni, le indagini furono sospese e nessuno venne incriminato.
L'inchiesta fu avviata per chiarire le ragioni dello schianto. La prima versione fu trasferita dalla TASS riferendosi all'area speciale del comandante del NKAO: l'elicottero è esploso, balzato su una roccia nella nebbia. Tuttavia, un'indagine trovò buchi nella fusoliera compatibili con l'esplosione di un razzo. Il presidente della commissione d'inchiesta Adil Agayev affermò che l'elicottero era stato abbattuto da terra da un'arma di grosso calibro, e che le apparecchiature video e le armi dal luogo dell'incidente erano state rimosse. Gli armeni negarono ogni coinvolgimento, anche se furono immediatamente accusati dell'incidente. In risposta ad Agayev i deputati dell'URSS dell'Armenia e del Nagorno-Karabakh Zori Balayan, Victor Hambardzumyan, Henrik Igityan, Sos Sargsyan accusarono la televisione centrale di parzialità e accennarono al non coinvolgimento degli armeni nell'incidente. Secondo il ricercatore americano Michael P. Croissant, sembrava essere un attacco missilistico armeno.

## Conseguenze
Dopo la sepoltura pubblica delle vittime azere a Baku il 22 novembre, iniziarono le manifestazioni. I dimostranti chiesero al Soviet Supremo e al presidente del Partito Comunista dell'Azerbaigian, Ayaz Mutalibov, di stabilire l'autorità in Karabakh o di dimettersi dall'incarico.
Di conseguenza, il Soviet supremo azero convocò una sessione speciale il 26 novembre chiedendo l'imposizione della legge marziale nella repubblica, il ritiro dei cadetti e degli ufficiali di etnia azera dall'esercito sovietico e la cessazione di tutti i negoziati con l'Armenia.
Il 27 novembre, il Soviet Supremo dell'Azerbaigian votò a favore dell'abolizione dello status autonomo del NKAO e stabilì un governo diretto su di esso. Cambiò anche ufficialmente il nome di Stepanakert con il suo nome pre-sovietico, Khankendi, e riorganizzò la divisione amministrativa dei rayon nell'area del Nagorno-Karabakh.